# Thyra Glücksburg (1880–1945)
JKW Księżna Thyra, Thyra Louise Caroline Amalie Augusta Elisabeth (ur. 14 marca 1880 w Kopenhadze, zm. 2 listopada 1945 tamże). Szóste dziecko i trzecia córka, króla Danii Fryderyka VIII (1843–1912) i królowej Luizy (1851–1926). 
Otrzymała imię po swej ciotce, księżnej Thyrze (1853–1933). Nie wyszła za mąż.